# Valeriano Domínguez Bécquer
Valeriano Domínguez Bécquer (né à Séville le 15 décembre 1833, mort à Madrid le 23 septembre 1870) est un peintre espagnol. On le rattache généralement au courant de la peinture romantique espagnole.

## Biographie
Valeriano Domínguez Bastida est né à Séville le 15 décembre 1833. Il est plus connu sous son troisième nom de famille, Bécquer, tout comme son frère. Celui-ci, Gustavo Adolfo Bécquer, se consacra de son côté à la poésie, également dans une approche romantique. 
Valeriano Domínguez Bécquer se forme à Séville dans l'atelier de son oncle, puis il part s'installer à Madrid avec son frère Gustavo. Tous deux profitent d'une bourse obtenue par Gustavo, qui souffre d'une maladie des poumons qu'il lui est recommandé de soigner en vivant dans des lieux élevés (l'air des hauteurs étant réputé bon pour la santé dans ce genre de cas). Ils vivent ensemble dans un appartement de Madrid et y travaillent jusqu'à la mort de Gustavo. 

## Œuvre
Dans le choix des sujets de ses tableaux, Valeriano Domínguez Bécquer apprécie les thèmes typiques du folklore régional, qu'il illustre par des toiles comme Campesinos Sorianos (conservé au musée du Prado) ; cela l'amène à mettre en valeur des sujets négligés par les peintres académiques, notamment par son attention portée aux habits et costumes traditionnels des peuples des différentes régions d'Espagne. Son style, quoique influencé par le dessin académique, a fait de lui l'un des porte-drapeaux de la peinture romantique espagnole. 

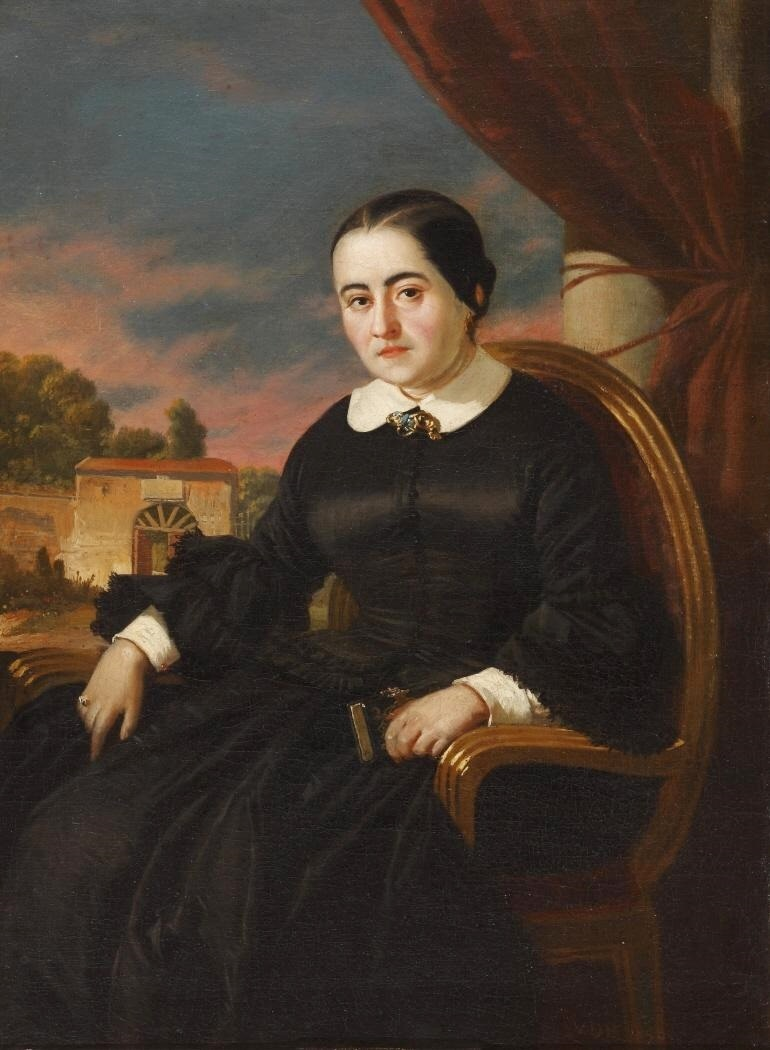
Portrait de dame (huile sur toile, vers 1858)
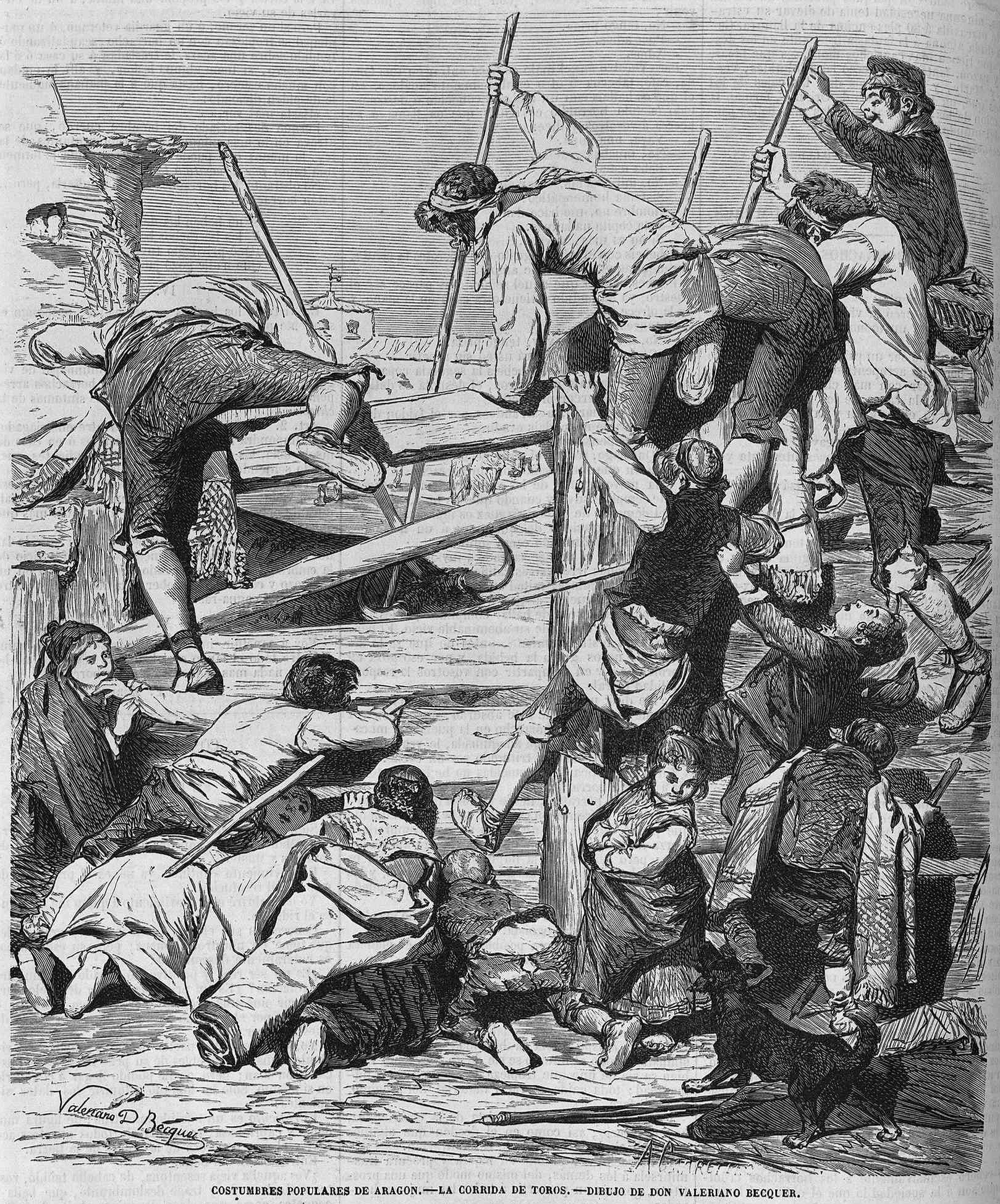
Costumes populaires d'Aragon: la corrida de taureaux (1868)
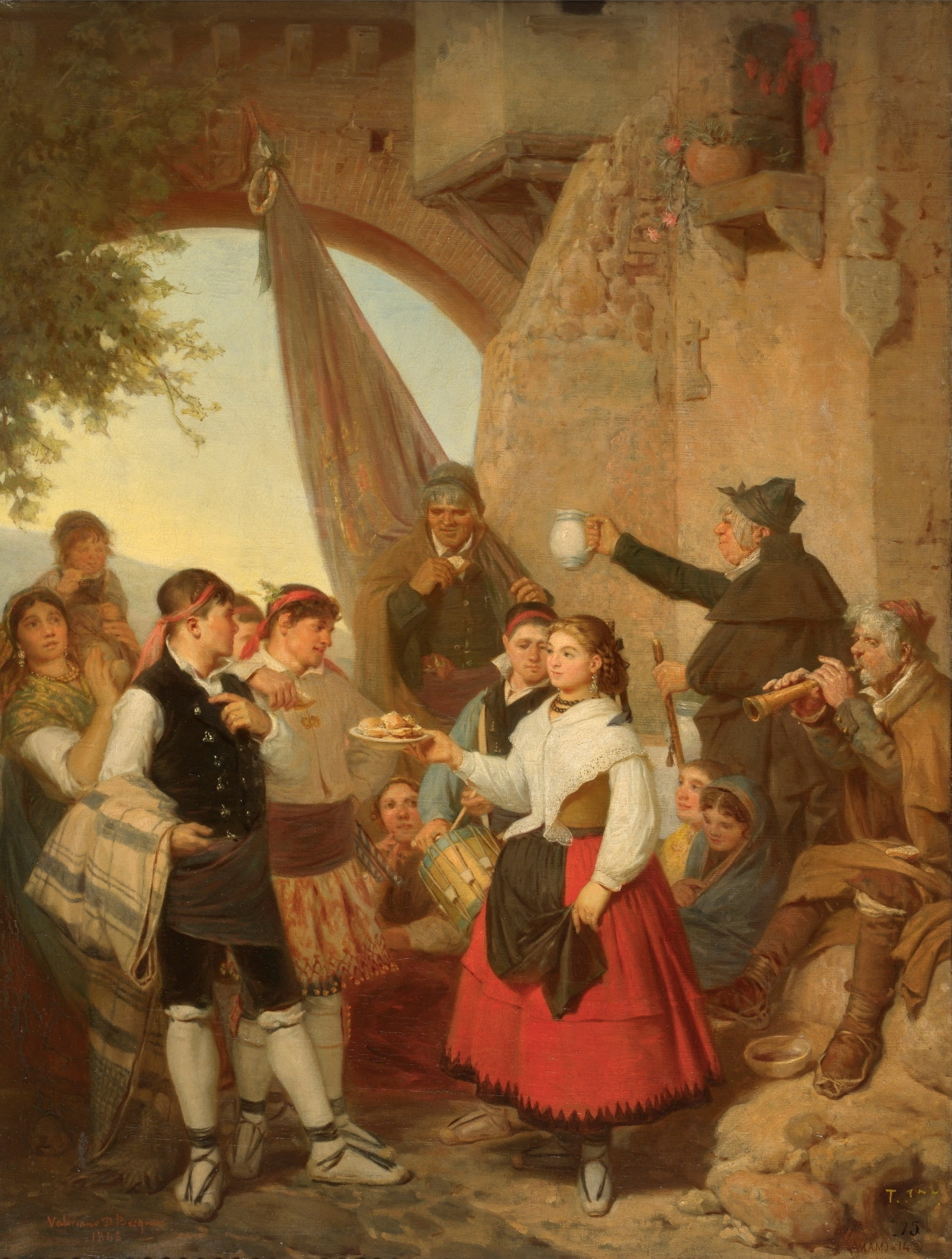
L'Offrande (illustrant une fête populaire de la région du Moncayo, vers 1866)
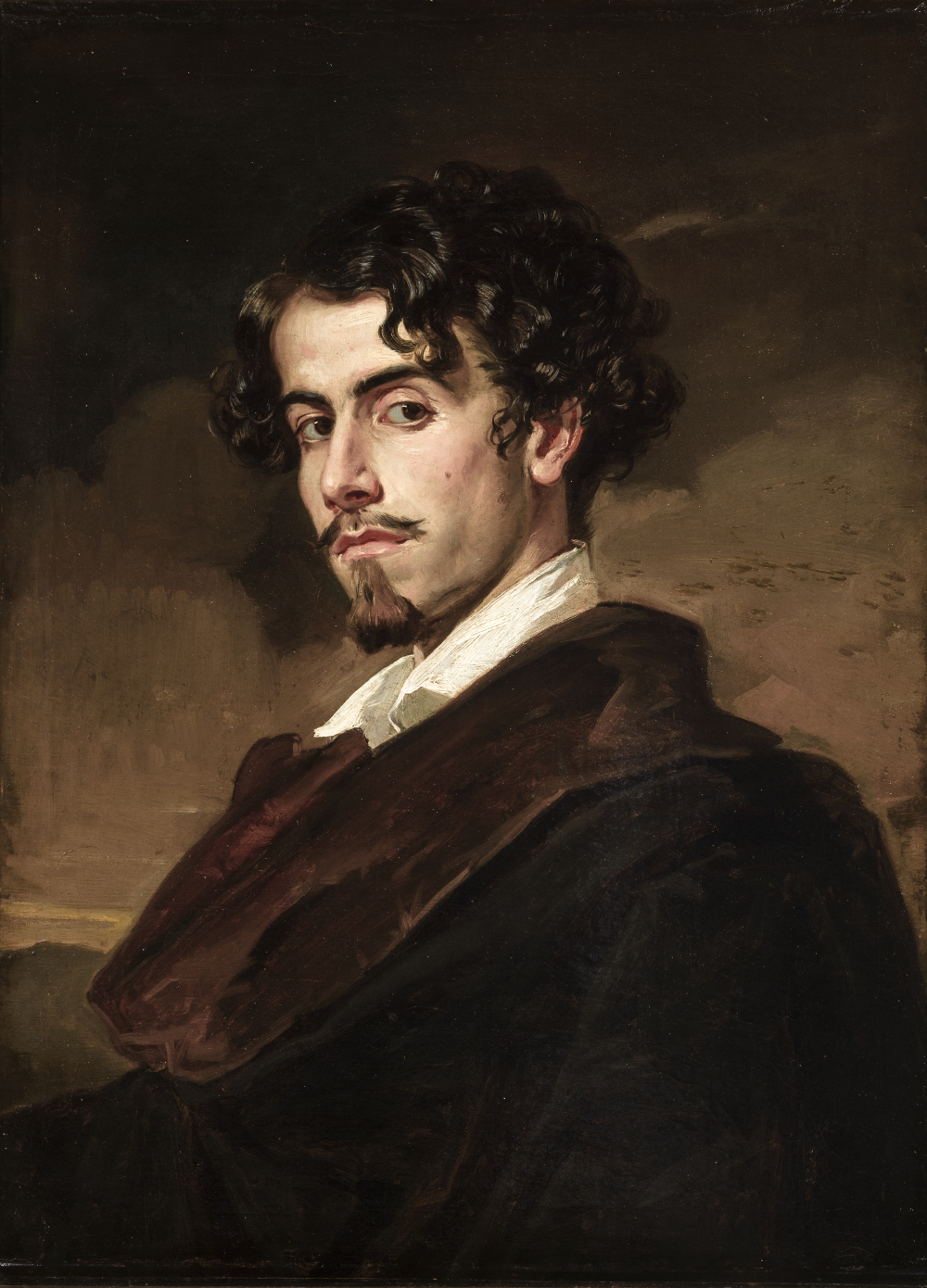
Portrait de son frère,  Gustavo Adolfo Bécquer (1862)
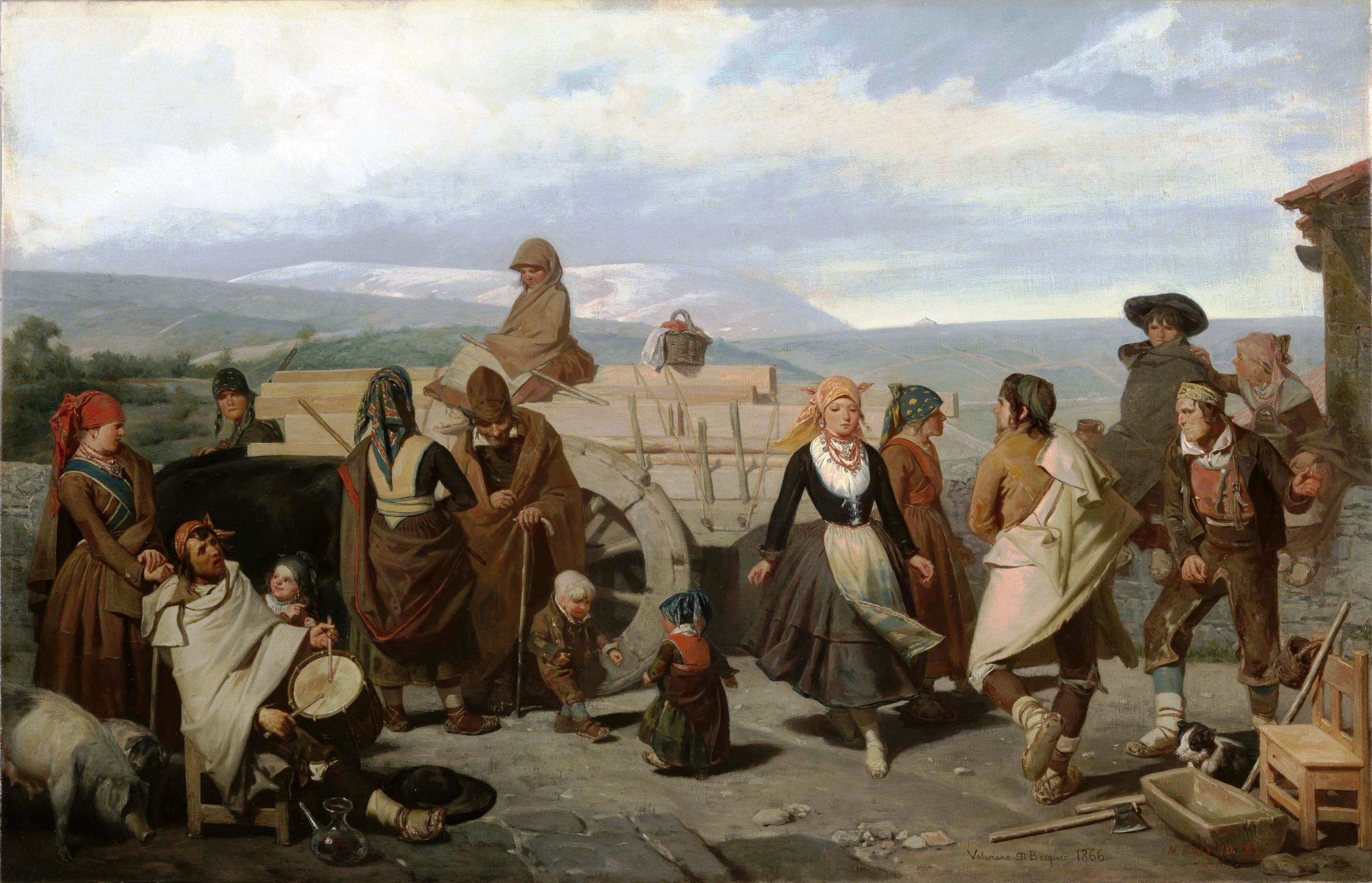
La danse, coutumes populaires de la province de Soria (1866).